# Reichskriegsschatz

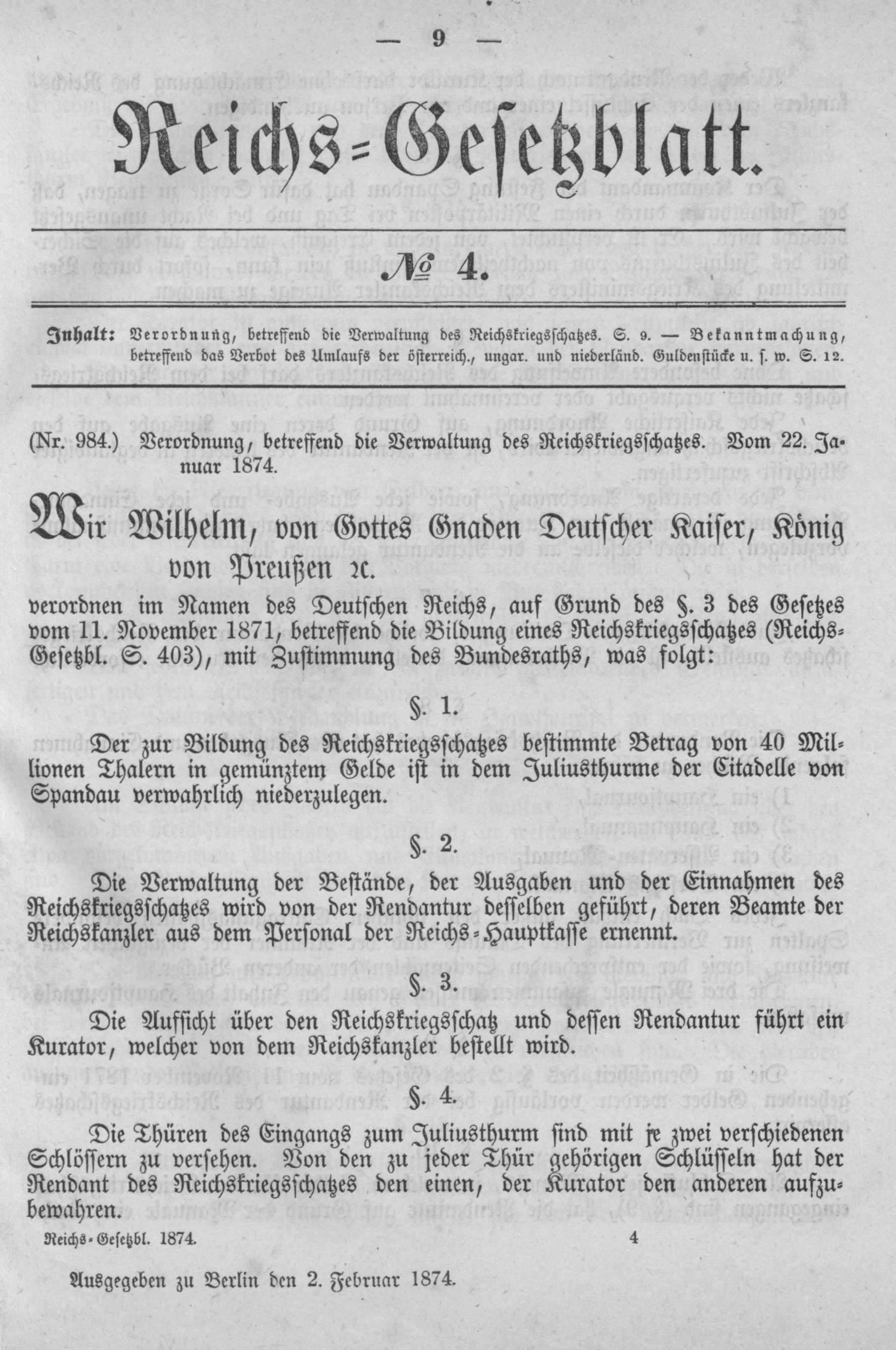
Reichsgesetzblatt vom 5. Februar 1874: Verordnung, betreffend die Verwaltung des Reichskriegsschatzes

Der Reichkriegsschatz wurde aus Kontributionszahlungen Frankreichs an das Deutsche Reich aus dem Frieden von Frankfurt nach Beendigung des Deutsch-Französischen Krieges 1871 gebildet. Der Schatz hatte einen Wert von 40 Millionen Talern (= 120 Millionen Goldmark oder 43.010,76 kg Feingold, heutiger Wert ca. 3,9 Milliarden Euro) und wurde in 1200 mit Goldmünzen gefüllten Kisten ab 1874 im Juliusturm der Zitadelle Spandau (Berlin) eingelagert.
Mit dem Geld sollte die nächste Mobilmachung finanziert werden. 1913 wurde der Schatz wegen der Heeresverstärkung auf 360 Millionen Goldmark aufgestockt und mit Beginn des Ersten Weltkriegs 1914 seiner Bestimmung zugeführt.
In Anspielung auf den Reichskriegsschatz wurden die in den Anfangsjahren der Bundesrepublik Deutschland unter Finanzminister Fritz Schäffer erwirtschafteten Haushaltsüberschüsse verbal mit dem „Juliusturm“ in Verbindung gebracht.